# Julio César Méndez Montenegro

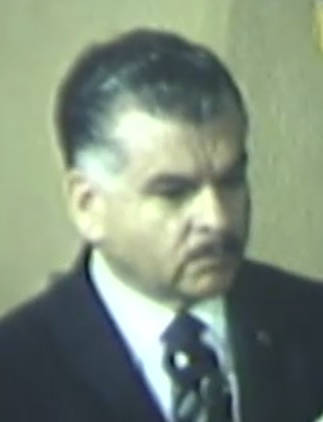

Julio César Méndez Montenegro (23 de novembro de 1915 – 30 de abril de 1996) foi um político da Guatemala, foi Presidente da Guatemala de 1 de julho de 1966 a 1 de julho de 1970.